# Nyctemera perconfusa
Nyctemera perconfusa là một loài bướm đêm thuộc phân họ Arctiinae, họ Erebidae.